# ستيوارت (فلوريدا)
ستيوارت (بالإنجليزية: Stuart)‏ هي مدينة أمريكية تقع في ولاية فلوريدا. ويبلغ عدد سكانها 14633 نسمة حسب إحصاء سنة 2010 م 14633.

## المناخ
يظهر الجدول التالي التغييرات المناخية على مدار السنة لستيوارت:
| البيانات المناخية لـستيوارت       | البيانات المناخية لـستيوارت | البيانات المناخية لـستيوارت | البيانات المناخية لـستيوارت | البيانات المناخية لـستيوارت | البيانات المناخية لـستيوارت | البيانات المناخية لـستيوارت | البيانات المناخية لـستيوارت | البيانات المناخية لـستيوارت | البيانات المناخية لـستيوارت | البيانات المناخية لـستيوارت | البيانات المناخية لـستيوارت | البيانات المناخية لـستيوارت | البيانات المناخية لـستيوارت |
| الشهر                             | يناير                       | فبراير                      | مارس                        | أبريل                       | مايو                        | يونيو                       | يوليو                       | أغسطس                       | سبتمبر                      | أكتوبر                      | نوفمبر                      | ديسمبر                      | المعدل السنوي               |
| --------------------------------- | --------------------------- | --------------------------- | --------------------------- | --------------------------- | --------------------------- | --------------------------- | --------------------------- | --------------------------- | --------------------------- | --------------------------- | --------------------------- | --------------------------- | --------------------------- |
| الدرجة القصوى °ف (°م)             | 89 (32)                     | 98 (37)                     | 93 (34)                     | 98 (37)                     | 98 (37)                     | 102 (39)                    | 105 (41)                    | 99 (37)                     | 102 (39)                    | 97 (36)                     | 100 (38)                    | 99 (37)                     | 105 (41)                    |
| متوسط درجة الحرارة الكبرى °ف (°م) | 73.5 (23.1)                 | 75.0 (23.9)                 | 77.7 (25.4)                 | 80.6 (27.0)                 | 84.9 (29.4)                 | 88.3 (31.3)                 | 89.7 (32.1)                 | 90.1 (32.3)                 | 88.6 (31.4)                 | 85.0 (29.4)                 | 79.7 (26.5)                 | 75.3 (24.1)                 | 82.4 (28.0)                 |
| متوسط درجة الحرارة الصغرى °ف (°م) | 54.7 (12.6)                 | 57.2 (14.0)                 | 61.0 (16.1)                 | 64.9 (18.3)                 | 70.3 (21.3)                 | 73.8 (23.2)                 | 75.1 (23.9)                 | 75.4 (24.1)                 | 75.1 (23.9)                 | 71.0 (21.7)                 | 64.6 (18.1)                 | 58.8 (14.9)                 | 66.8 (19.3)                 |
| أدنى درجة حرارة °ف (°م)           | 23 (−5)                     | 28 (−2)                     | 27 (−3)                     | 37 (3)                      | 45 (7)                      | 55 (13)                     | 59 (15)                     | 59 (15)                     | 58 (14)                     | 42 (6)                      | 31 (−1)                     | 26 (−3)                     | 23 (−5)                     |
| الهطول إنش (مم)                   | 2.59 (66)                   | 3.34 (85)                   | 5.00 (127)                  | 3.40 (86)                   | 5.03 (128)                  | 7.14 (181)                  | 6.58 (167)                  | 8.69 (221)                  | 8.91 (226)                  | 6.00 (152)                  | 4.14 (105)                  | 2.90 (74)                   | 63.72 (1٬618)               |
| متوسط الأيام الممطرة (≥ 0.01 in)  | 8.7                         | 8.2                         | 9.7                         | 8.8                         | 10.0                        | 15.6                        | 17.5                        | 16.6                        | 16.8                        | 14.3                        | 10.2                        | 9.4                         | 145.8                       |
| المصدر:                           |                             |                             |                             |                             |                             |                             |                             |                             |                             |                             |                             |                             |                             |

## أعلام
- كاثي رينالدي
- إد هيرن
- هوارد بورتر
- جيمس ديفيس
- كارل براون
- ويل شيهي
- آرثر جيفري ديمبستر
- دايفي جونز
- بوبي لورد
- جون إف هينيسي